# Rebecca Romijn

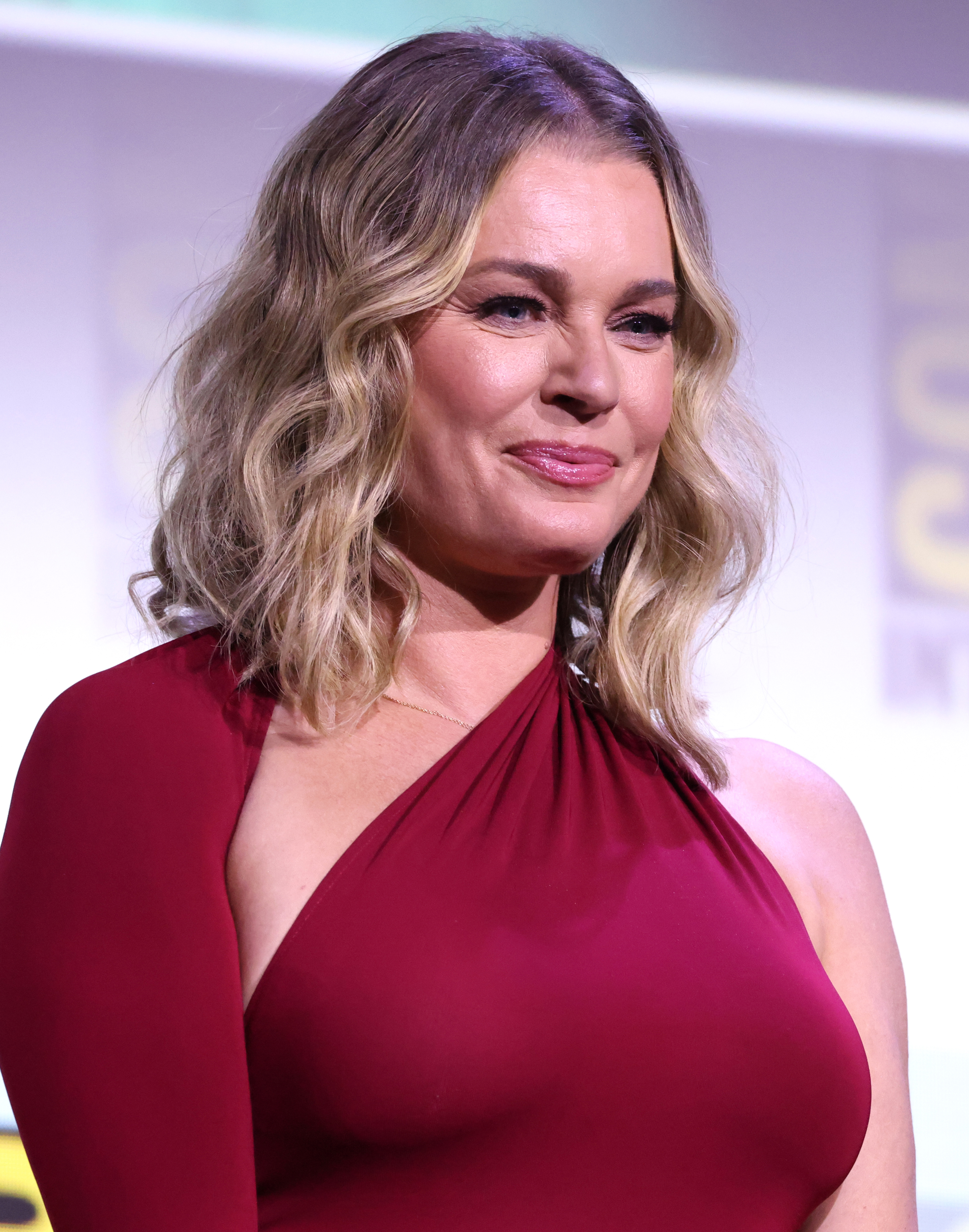
Rebecca Romijn (2025)

Rebecca Alie Romijn ([roːˈmɛin], * 6. November 1972 in Berkeley, Kalifornien) ist eine US-amerikanische Schauspielerin und ein ehemaliges Fotomodell.

## Leben
Romijn hat niederländische Wurzeln: Ihr Vater Jaap Romijn kam aus den Niederlanden und auch ihre US-amerikanische Mutter Elizabeth Kuizenga hatte niederländische Vorfahren.
Nach dem Abschluss an der Berkeley High School studierte Romijn Musik an der University of California. Sie brach aber ihr Studium ab und begann zu modeln. Für zweieinhalb Jahre zog sie nach Paris und posierte unter anderem für Sports Illustrated, Christian Dior und Victoria’s Secret vor der Kamera. Von 1998 bis 2000 moderierte sie die MTV-Show House of Style.
Sie war auch auf der Kinoleinwand zu sehen. In Austin Powers – Spion in geheimer Missionarsstellung spielte sie 1999 noch sich selbst. Den Durchbruch schaffte sie im Jahr 2000 mit ihrer ersten großen Rolle, der Formwandlerin Mystique, in der erfolgreichen Comic-Verfilmung X-Men, die sie auch in den Fortsetzungen X-Men 2 (2003) und X-Men: Der letzte Widerstand (2006) spielte. In dem Prequel X-Men: Erste Entscheidung bekam sie einen Cameo-Auftritt, als die junge Mystique (Jennifer Lawrence) sich einige Jahre älter macht. 2002 spielte sie in dem Remake Rollerball ihre erste Hauptrolle und übernahm im gleichen Jahr die Hauptrolle in dem Erotikthriller Femme Fatale. 2004 spielte sie erneut in einer Marvel-Comics-Verfilmung namens The Punisher.
1998 heiratete Romijn den Schauspieler John Stamos und übernahm den Doppelnamen Rebecca Romijn-Stamos. Als sich die beiden 2004 trennten und 2005 scheiden ließen, nahm sie wieder ihren Geburtsnamen an. Im Jahr 2007 heiratete sie den Schauspieler Jerry O’Connell. Am 28. Dezember 2008 wurde sie Mutter von Zwillingen.
Von 2007 bis 2008 spielte sie, an der Seite von Eric Mabius und Vanessa Lynn Williams, eine transgeschlechtliche Frau nach der Geschlechtsangleichung in der US-amerikanischen Fernsehserie Alles Betty!. Von 2011 bis 2013 hatte sie eine Nebenrolle in der Fernsehserie NTSF:SD:SUV::. 2013 spielte sie eine Hauptrolle in der TNT-Serie King & Maxwell neben Jon Tenney. Von 2014 bis 2018 war sie als Eve Baird in der Serie The Quest zu sehen. Seit 2022 ist sie in der Rolle der Una Chin-Riley als Nummer eins in Star Trek: Strange New Worlds zu sehen.

## Filmografie (Auswahl)
- 1997: Friends (Fernsehserie, Folge 4x06 Das Veloursamt-Kaninchen)
- 1998: Dirty Work
- 1999: Austin Powers – Spion in geheimer Missionarsstellung (Austin Powers: The Spy Who Shagged Me)
- 1999: Der Playboy: Die Hugh Hefner Story (Hefner: Unauthorized, Fernsehfilm)
- 1999–2000: Just Shoot Me – Redaktion durchgeknipst (Just Shoot Me!, Fernsehserie, 8 Folgen)
- 2000: X-Men
- 2000: Jack & Jill (Fernsehserie, Folge 1x19 Starstruck)
- 2002: Rollerball
- 2002: MADtv (Fernsehserie, Folge 7x14)
- 2002: S1m0ne
- 2002: Femme Fatale
- 2003: X-Men 2 (X2)
- 2004: The Punisher
- 2004: Godsend
- 2006: Man About Town
- 2006: X-Men: Der letzte Widerstand (X-Men: The Last Stand)
- 2006: Pepper Dennis (Fernsehserie, 13 Folgen)
- 2006: Alibi – Ihr kleines schmutziges Geheimnis ist bei uns sicher (The Alibi)
- 2007: Drawn Together (Fernsehserie, Folge 3x09 Charlotte's Web of Lies)
- 2007: Carpoolers (Fernsehserie, Folge 1x05 A Divorce to Remember)
- 2007–2008: Ugly Betty (Fernsehserie, 33 Folgen)
- 2008: Lake City
- 2009–2010: Eastwick (Fernsehserie, 13 Folgen)
- 2010: The Con Artist
- 2011: X-Men: Erste Entscheidung (X-Men: First Class)
- 2011–2013: NTSF:SD:SUV:: (Fernsehserie, 16 Folgen)
- 2012: Good Deeds
- 2012: Chuck (Fernsehserie, Folge 5x06 Chuck Versus the Curse)
- 2013: King & Maxwell (Fernsehserie, 10 Folgen)
- 2013: Burning Love (Fernsehserie, 2 Folgen)
- 2014: Phantom Halo – Brüder am Abgrund (Phantom Halo)
- 2014–2018: The Quest – Die Serie (The Librarians, Fernsehserie, 42 Folgen)
- 2015: Larry Gaye – Renegade Male Flight Attendant
- 2015: Key & Peele (Fernsehserie, Folge 5x01 Y'all Ready for This?)
- 2015: Adventure Time – Abenteuerzeit mit Finn und Jake (Adventure Time, Fernsehserie, 2 Folgen, Stimme)
- 2017: Love Locks (Fernsehfilm)
- 2018: Carter (Fernsehserie, Folge 1x10 The Ring)
- 2018: The Death of Superman (Stimme)[4]
- 2019: Reign of the Supermen (Stimme)
- 2019: Star Trek: Discovery (Fernsehserie, 3 Folgen)
- 2019: Star Trek: Short Treks (Fernsehserie, 2 Folgen)
- 2019: Satanic Panic
- 2020: Lass es, Larry! (Curb Your Enthusiasm, Fernsehserie, Folge 10x06 The Surprise Party)
- 2020: Flipped (Fernsehserie, 4 Folgen)
- 2021: Danger Park (Endangered Species)
- 2022: Sleep No More
- seit 2022: Star Trek: Strange New Worlds (Fernsehserie)